# Man in the Mirror
Man in the Mirror is de vierde single, afkomstig van het album Bad van zanger Michael Jackson. Het nummer kwam uit in het begin van 1988. Het werd genomineerd voor een Grammy Award als Record of the Year, maar won deze niet; het winnende nummer werd namelijk Graceland van Paul Simon.

## Informatie
De tekst van het nummer is geschreven door Glen Ballard en Siedah Garrett (die ook het duet I Just Can't Stop Loving You met Jackson zong). Michael Jackson bedacht het idee van het achtergrondkoor, "The Winans" en "The Andrae Crouch Choir", waardoor het nummer zijn bekende sound kreeg. Er gaat een gerucht dat de tekst slechts in één nacht is geschreven.

## Hitlijsten
Man in the Mirror was een grote hit in de Verenigde Staten, waar het als vierde nummer 1-hit van het album Bad twee weken op de eerste plaats bleef staan. Ook in Italië kwam het nummer op 1. In Nederland was het juist de minst grote hit van het album; Man in the Mirror bereikte slechts de zestiende positie in de top 40.

## Videoclip
In de videoclip komt geen enkel beeld voorbij waarin Michael Jackson het nummer zingt (slechts wat foto’s van de zanger worden afgebeeld). De clip laat grotendeels beelden zien van historische gebeurtenissen in de wereld van geweld, wat uiteindelijk leidt tot een nucleaire explosie, waarna het nummer verandert met daarbij beelden die hoop en vrede uitdrukken. Enkele ook juist het omgekeerde.
Enkele beelden in de clip bevatten:
- De nucleaire explosie van de Baker test van Operatie Crossroads
- Reddingsbeelden van de baby Jessica McClure
- Martin Luther King
- De begrafenis van John F. Kennedy
- Robert F. Kennedy
- Ethiopië
- Mahatma Gandhi.
- Live Aid (met o.a. Willie Nelson)
- Moeder Teresa
- Hitlers toespraak

## NPO Radio 2 Top 2000
| Nummer met noteringen in de NPO Radio 2 Top 2000 | '09 | '10  | '11 | '12 | '13 | '14 | '15 | '16 | '17 | '18 | '19 | '20 | '21 | '22 | '23 | '24 |
| ------------------------------------------------ | --- | ---- | --- | --- | --- | --- | --- | --- | --- | --- | --- | --- | --- | --- | --- | --- |
| Man in the Mirror                                | 326 | 1195 | 197 | 204 | 159 | 199 | 165 | 138 | 161 | 135 | 218 | 224 | 254 | 325 | 348 | 408 |

1. ↑  Een vetgedrukt getal geeft de hoogste notering aan.
2. ↑  2009 was het eerste jaar met een notering voor dit nummer.

## Moonwalker
De film Moonwalker, uitgekomen in 1988, opent met het nummer Man in the Mirror. Er komen net als in de officiële videoclip beelden voorbij van historische gebeurtenissen, maar er worden ook verschillende beelden getoond van Michael Jackson die het nummer (gedurende de BAD-Tour) op het podium opvoert. Wat opvalt zijn de emotionele reacties van het publiek, waarbij meer dan eens beelden worden getoond van fans die worden afgevoerd omdat ze zijn flauwgevallen.